# Paragomphus pardalinus
Paragomphus pardalinus är en trollsländeart som beskrevs av James George Needham 1942. Paragomphus pardalinus ingår i släktet Paragomphus och familjen flodtrollsländor. IUCN kategoriserar arten globalt som livskraftig. Inga underarter finns listade i Catalogue of Life.